# 풀라 (이탈리아)

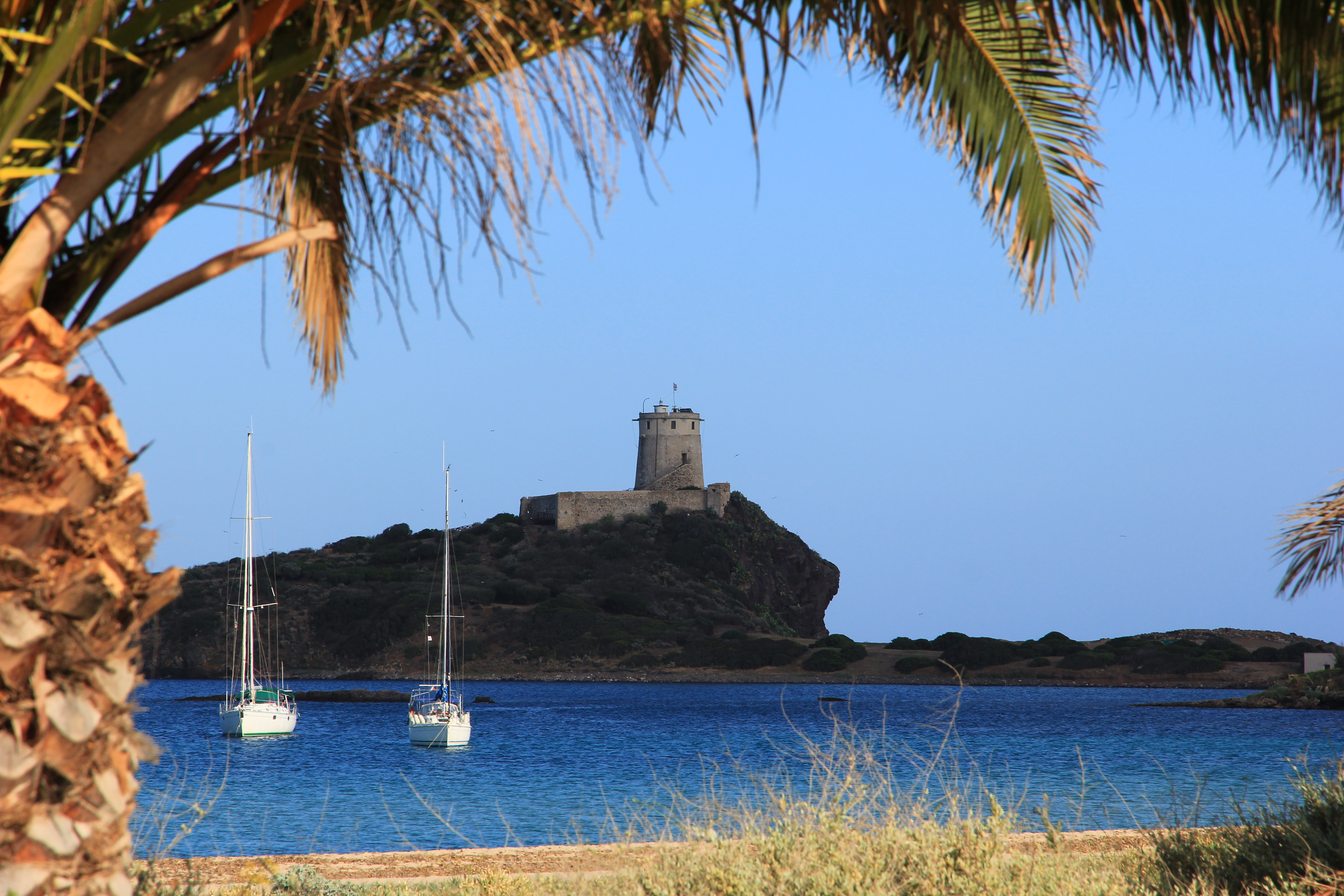

풀라(이탈리아어: Pula)는 이탈리아 사르데냐 칼리아리현에 위치한 코무네로 면적은 138.7km2, 높이는 10m, 인구는 6,937명(2004년 12월 기준), 인구 밀도는 50명/km2이다. 칼리아리에서 남서쪽으로 약 25km 정도 떨어진 곳에 위치한다.